# Kategoria e Parë 1946
La Kategoria e Parë 1946 fu la nona edizione della massima serie del campionato albanese di calcio disputato tra il 14 aprile e il 26 dicembre 1946 e concluso con la vittoria del KS Vllaznia Shkodër, al suo secondo titolo.
Capocannoniere del torneo fu Xhevdet Shaqiri (KS Vllaznia Shkodër) con 11 reti.

## Formula
Come nell'edizione precedente parteciparono al torneo12 squadre divise in due gironi da 6. Venne disputato un girone di andata e ritorno per un totale di 10 partite con le prime classificate che si incontrarono in uno spareggio per il titolo.
Quattro squadre si ritirarono alla fine della stagione: Apolonia Fier, Besa Kavajë, Erzeni Shijak e Spartaku Kuçovë.
Il SK Tirana cambiò nome in 17 Nandori Tiranë, il KS Teuta Durrës diventò Ylli i Kuq Durrës e il Ismail Qemali Vlorë diventò KS Flamurtari Vlorë

## Squadre
| Squadra               | Città        | Stadio | Stagione 1945      |
| --------------------- | ------------ | ------ | ------------------ |
| KS Vllaznia Shkodër   | Scutari      |        | Campione d'Albania |
| SK Kavaja             | Kavajë       |        | 2º Gruppo A        |
| KS Skënderbeu         | Coriza       |        | 2º Gruppo B        |
| Ylli i Kuq Durrës     | Durazzo      |        | 3º Gruppo A        |
| 17 Nandori Tirana     | Tirana       |        | Finalista          |
| Bashkimi Elbasanas    | Elbasan      |        | 4º Gruppo B        |
| KS Flamurtari Vlorë   | Valona       |        | 5º Gruppo A        |
| KS Apolonia Fier      | Fier         |        | 5º Gruppo B        |
| Shqiponja Gjirokastër | Argirocastro |        | 6º Gruppo B        |
| KS Tomori Berat       | Berat        |        | 6º Gruppo A        |
| KF Erzeni Shijak      | Shijak       |        | Kategoria e Dytë   |
| Spartaku Kuçovë       | Kuçovë       |        | Kategoria e Dytë   |

## Classifica

### Gruppo A
|  | Pos. | Squadra             | Pt | G  | V  | N | P | GF | GS | DR  |
|  | ---- | ------------------- | -- | -- | -- | - | - | -- | -- | --- |
|  | 1.   | KS Vllaznia Shkodër | 20 | 10 | 10 | 0 | 0 | 32 | 3  | +29 |
|  | 2.   | 17 Nandori Tiranë   | 16 | 10 | 8  | 0 | 2 | 26 | 7  | +19 |
|  | 3.   | KS Besa Kavajë      | 9  | 10 | 3  | 3 | 4 | 10 | 12 | -2  |
|  | 4.   | KS Skënderbeu Korçë | 7  | 10 | 3  | 1 | 6 | 13 | 25 | -12 |
|  | 5.   | Ylli i Kuq Durrës   | 4  | 10 | 1  | 2 | 7 | 7  | 23 | -16 |
|  | 6.   | KS Apolonia Fier    | 4  | 10 | 1  | 2 | 7 | 7  | 25 | -18 |

### Gruppo B
|  | Pos. | Squadra               | Pt | G  | V | N | P | GF | GS | DR  |
|  | ---- | --------------------- | -- | -- | - | - | - | -- | -- | --- |
|  | 1.   | KS Flamurtari Vlorë   | 16 | 10 | 7 | 2 | 1 | 17 | 8  | +9  |
|  | 2.   | Bashkimi Elbasanas    | 15 | 10 | 7 | 1 | 2 | 18 | 7  | +11 |
|  | 3.   | KF Erzeni Shijak      | 12 | 10 | 4 | 4 | 2 | 14 | 11 | +3  |
|  | 4.   | Shqiponja Gjirokastër | 8  | 10 | 3 | 2 | 5 | 12 | 16 | -4  |
|  | 5.   | Spartaku Kuçovë       | 6  | 10 | 2 | 2 | 6 | 16 | 20 | -4  |
|  | 6.   | KS Tomori Berat       | 3  | 10 | 1 | 1 | 8 | 7  | 22 | -15 |

Legenda:

      Ammesso alla finale
      Retrocesso in Kategoria e Dytë
Note:

Due punti a vittoria, uno a pareggio, zero a sconfitta.

### Finale
L'andata venne disputata il 7 luglio a Valona mentre il ritorno il 26 dicembre a Scutari.
| Valona 7 luglio 1946                             | KS Flamurtari Vlorë | 0 – 2          | KS Vllaznia Shkodër |  |
| \| \| \| \| \| \| Marcatori \| 4’ 58’ Mirashi \| |                     |                |                     |  |
|                                                  |                     |                |                     |  |
|                                                  | Marcatori           | 4’ 58’ Mirashi |                     |  |

| Scutari 26 dicembre 1946                                            | KS Vllaznia Shkodër | 3 – 0 | KS Flamurtari Vlorë |  |
| \| \| \| \| \| Halepiani 5’ Çoba 51’ Shaqiri 80’ \| Marcatori \| \| |                     |       |                     |  |
|                                                                     |                     |       |                     |  |
| Halepiani 5’ Çoba 51’ Shaqiri 80’                                   | Marcatori           |       |                     |  |

## Verdetti
- Campione: KS Vllaznia Shkodër
- Retrocessa in Kategoria e Dytë:Apolonia Fier, Besa Kavajë, KF Erzeni Shijak e Spartaku Kuçovë